# أليس بيلايدي
أليس بيلايدي (بالفرنسية: Alice Belaïdi) هي ممثلة فرنسية، ولدت يوم 18 مارس 1987 في نيم في فرنسا.

## وصلات خارجية
- أليس بيلايدي على موقع IMDb (الإنجليزية)
- أليس بيلايدي على موقع ميتاكريتيك (الإنجليزية)
- أليس بيلايدي على موقع روتن توميتوز (الإنجليزية)
- أليس بيلايدي على موقع قاعدة بيانات الأفلام العربية
- أليس بيلايدي على موقع ألو سيني (الفرنسية)
- أليس بيلايدي على موقع تيرنر كلاسيك موفيز (الإنجليزية)
- أليس بيلايدي على موقع أول موفي (الإنجليزية)
- أليس بيلايدي على موقع قاعدة بيانات الفيلم (الإنجليزية)
- أليس بيلايدي على موقع كينوبويسك (الروسية)